# Heinbach Dárius
Heinbach Dárius (Budapest, 1981. február 7. —) magyar közgazdász, nemzetközi cégvezető, senior tréner, networking tanácsadó, a Fürkész Holding Kft. ügyvezetője és stratégiai igazgatója, a BNI Déli-Régió növekedési igazgatója. Több mint két évtizedes tapasztalattal rendelkezik felnőttképzés, értékesítés, vezetésfejlesztés és üzleti kapcsolatépítés területén.

## Életútja
Heinbach Dárius Budapesten született, több generációs értelmiségi családban. 2005-ben szerzett okleveles közgazdász diplomát számvitel szakirányon a Budapesti Corvinus Egyetemen, mérlegképes könyvelő képesítéssel. Tanulmányai során és később is több önismereti és vezetőfejlesztő módszertanban képezte magát, többek között tranzakcióanalízisben, pszichodrámában, Enneagram- és NLP-technikákban.

## Pályafutása
Pályáját könyvvizsgáló asszisztensként kezdte az Ernst & Young Kft.-nél, majd a Budapesti Kommunikációs Főiskolán oktatott mikro- és makroökonómiát. Később a Forever Living Products értékesítési menedzsereként dolgozott, ahol egészséges életmód tanácsadó és értékesítő csapatot vezetett.
2005-ben vásárolta meg a Fürkész Holding Kft.-t, amely felnőttképzéssel, tréningekkel és szervezetfejlesztéssel foglalkozik. Ügyvezetőként, majd 2014-től stratégiai igazgatóként irányította a cég hosszú távú stratégiáját, és több hazai és nemzetközi projektet vezetett.
Nemzetközi karrierje Horvátországban is folytatódott: ügyvezetője az Uspješan korak d.o.o.-nak, és franchise tulajdonosként vezette a BNI (Business Network International) Kelet-Horvátország, azaz BNI-Slavonija régiót. 2021-től a BNI-Way to the Future online csoport alapítója, majd elnöke és mentor-oktatója, 2022-től a BNI Déli-Régió regionális növekedési tanácsadója, majd 2025-től növekedési igazgatója (BNI AD).

## Tréneri tevékenység
Senior trénerként Heinbach Dárius a személyes hatékonyság, vezetői kompetenciák, értékesítési rendszerek fejlesztése és együttműködés-fejlesztés területén tart tréningeket. Módszertanában ötvözi az üzleti, pszichológiai és kommunikációs ismereteket. Részt vett több száz vállalat – köztük a Samsung SDI, OTP Bank, Google Magyarország és Fornetti – vezető- és csapatfejlesztő programjában.

## Szemlélete
Heinbach Dárius filozófiája szerint a boldogság és hatékonyság alapja a személyes felelősségvállalás növelése és a bizalmi együttműködések kialakítása. A tréningjein játékos, élményalapú tanulási folyamatot valósít meg, amely gyors és tartós fejlődést eredményez a résztvevők számára.

## Médiamegjelenések
Heinbach Dárius Tálas Sándorral közösen indította az Apám hitte című podcastot, amely különböző kifejezések kapcsán elmélkedik a múlt, jelen és jövő generációinak működéséről és viszonyulásairól.

## Magánélete
Három gyermek édesapja. Szabadidejében sportol, önismereti módszereket tanulmányoz, valamint közösségi és környezetvédelmi kezdeményezésekben vesz részt.